# Lake Ainslie
Der Lake Ainslie ist ein See in der kanadischen Provinz Nova Scotia. 

## Lage
Der 57 km² große Lake Ainslie liegt auf der Kap-Breton-Insel und ist der größte natürliche Süßwassersee der Provinz. Der See befindet sich 6 km südsüdöstlich von Inverness. Im Norden bildet der südwestliche Arm des Margaree River den Abfluss des Sees. Der Fluss mündet in den Sankt-Lorenz-Golf. Der See ist etwa 20 km lang und durchschnittlich 5 km breit. Er befindet sich im Inverness County.
Der See wurde nach George Robert Ainslie benannt, dem Vizegouverneur der Kap-Breton-Insel von 1816 bis 1820, als die Insel Teil von Nova Scotia wurde.
In der Umgebung des Sees lebt der Weißkopfseeadler.